# OBX Index
L'OBX Index és un índex borsari que inclou les 25 companyies amb major liquiditat de la borsa d'Oslo, a Noruega. Totes les accions de l'OBX poden ser negociades mitjançant opcions i futurs. Les companyies de l'índex OBX són revisades dues vegades a l'any, el tercer divendres de juny i desembre.

## Llista de companyies

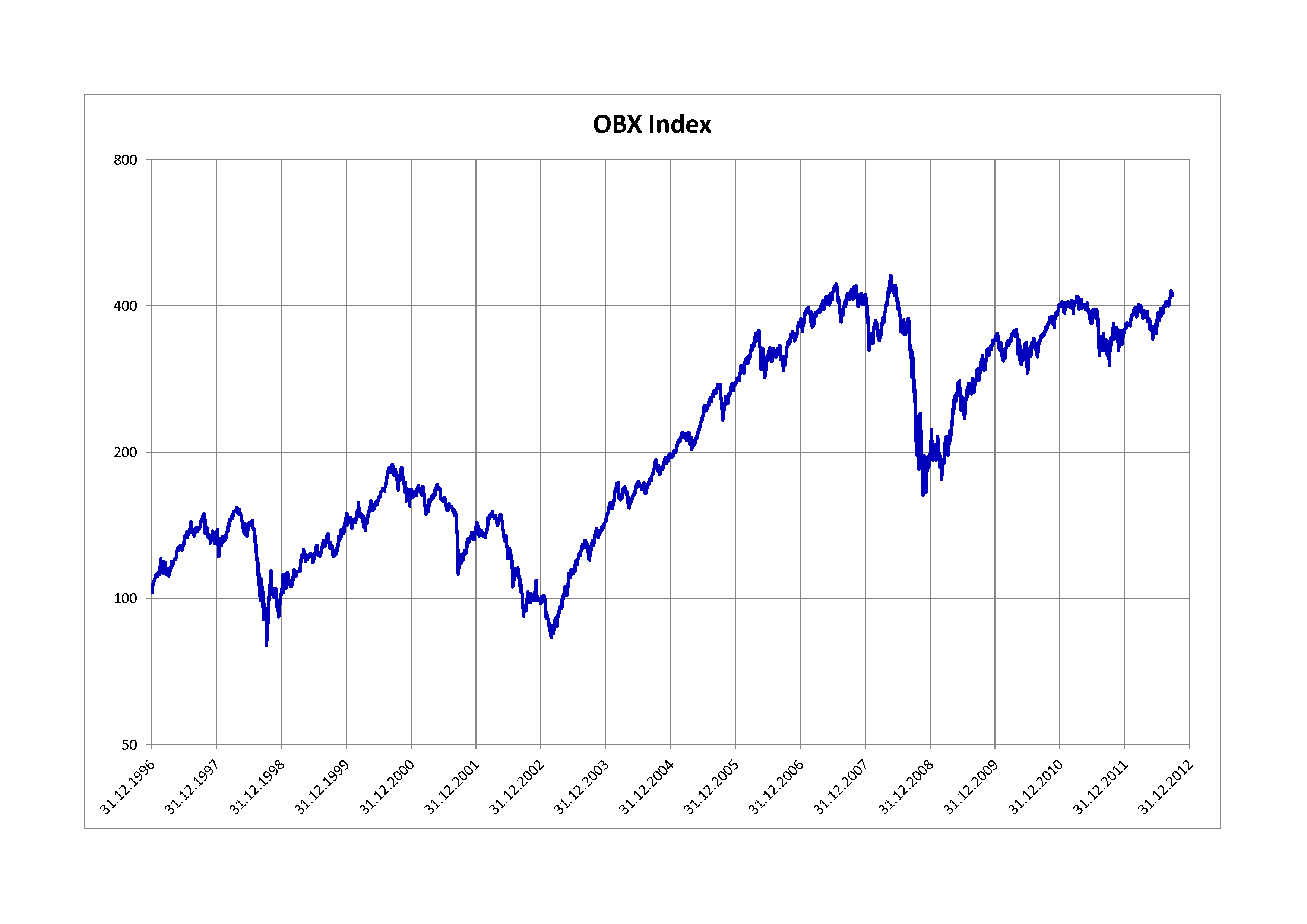
OBX Index 1996–2012

Llista de companyies de l'OBX l'estiu de 2020.
| Empresa               | Pes a l'Índex (%) |
| --------------------- | ----------------- |
| Aker                  | 0.89              |
| Aker BP               | 1.93              |
| Bakkafrost            | 3.46              |
| BW LPG                | 0.23              |
| BW Offshore           | 0.34              |
| DNB                   | 13.08             |
| DNO                   | 0.38              |
| Entra                 | 2.19              |
| Equinor               | 17.01             |
| Frontline             | 0.65              |
| Gjensidige Forsikring | 3.66              |
| Lerøy Seafood Group   | 1.71              |
| Mowi                  | 8.91              |
| NEL                   | 2.55              |
| Norsk Hydro           | 3.92              |
| Orkla                 | 6.67              |
| SalMar                | 2.58              |
| Scatec Solar          | 1.66              |
| Schibsted             | 1.91              |
| Storebrand            | 2.48              |
| Subsea 7              | 1.64              |
| Telenor               | 10.60             |
| Tomra                 | 3.70              |
| TGS-NOPEC             | 1.78              |
| Yara International    | 6.09              |